# A Madea Family Funeral
A Madea Family Funeral is een Amerikaanse filmkomedie uit 2019 geregisseerd door Tyler Perry. Het is de elfde en laatste film waarin Perry het karakter Madea speelt. Het is tevens de laatste film die Perry maakt voor Lionsgate, na een langdurige samenwerking. De film werd slecht ontvangen en behaalde zeer slechte recensies. De film was genomineerd voor 8 Razzies onder andere voor slechtste film, actrice, slechtste mannelijke bijrol, slechtste vrouwelijke bijrol en scenario maar won er geen.